# Christian Marek
Christian Marek (Kassel, 25 de setembro de 1950 (74 anos)) é um historiador da antiguidade e epigrafista alemão.

## Obras
- Die Proxenie, Lang, Frankfurt am Main-Bern-New York 1984, ISBN 3-8204-7595-8 (Europäische Hochschulschriften, Reihe 3, Geschichte und ihre Hilfswissenschaften, Band 213)
- Stadt, Ära und Territorium in Pontus-Bithynia und Nord-Galatia, Wasmuth, Tübingen 1993, ISBN 3-8030-1760-2 (Istanbuler Forschungen, Band 39)
- com Cengiz Işık: Das Monument des Protogenes in Kaunos, Habelt, Bonn 1997, ISBN 3-7749-2815-0 (Asia-Minor-Studien, Band 26)
- Pontus et Bithynia.Die römischen Provinzen im Norden Kleinasiens, von Zabern, Mainz 2003, ISBN 3-8053-2925-3 (Zaberns Bildbände zur Archäologie/Sonderhefte der Antiken Welt)
- Die Inschriften von Kaunos, C.H.Beck, München 2006, ISBN 978-3-406-55074-4 (Vestigia, Band 55)
- Geschichte Kleinasiens in der Antike, C.H.Beck, München 2010, ISBN 978-3-406-59853-1 (Historische Bibliothek der Gerda-Henkel-Stiftung)